# فابيان هولاند
فابيان هولاند (بالألمانية: Fabian Holland)‏ (11 يوليو 1990 برلين ألمانيا - ) هو لاعب كرة قدم ألماني يلعب كلاعب وسط.

## روابط خارجية
- فابيان هولاند على موقع قاعدة بيانات كرة القدم.إي يو (الإنجليزية)
- فابيان هولاند على موقع بيانات كرة القدم. دي إي (الألمانية)
- فابيان هولاند على موقع Soccerway.com (الإنجليزية)
- فابيان هولاند على موقع عالم كرة القدم.نت (الإنجليزية)
- فابيان هولاند على موقع AS.com (الإسبانية)